# Geneviève Pageová
Geneviève Pageová, nepřechýleně Geneviève Page, rodným příjmením Bonjean (13. prosince 1927 Paříž – 14. února 2025 tamtéž), byla francouzská herečka a dcera sběratele umění Jacquese Paula Bonjeana (1899–1990).
Po absolutoriu oboru herectví na Národní konzervatoři dramatických umění vystřídala několik divadelních scén. V roce 1959 se jejím manželem stal Jean-Claude Bujard, s nímž měla dvě děti. V roce 2011 ovdověla. Zemřela 14. února 2025 v rodné Paříži ve věku sedmadevadesáti let.

## Filmová dráha
Na filmovém plátně debutovala v roce 1951 snímkem Žádné slitování se ženami. Následovala role madame de Pompadour v dobrodružném dramatu Fanfán Tulipán, kde se objevila po boku Gérarda Philipa a Giny Lollobrigidy.
Vedle francouzských filmů natáčela v italských, britských a amerických produkcích. Společně s Robertem Mitchumem a Ingrid Thulinovou si v roce 1956 zahrála v thrilleru Cizí zásah. V biografickém snímku Song Without End z roku 1960 byli jejími partnery Dirk Bogarde a Capucine. Následující rok se objevila v historickém Cidovi, v němž také účinkovali Charlton Heston a Sofia Lorenová. Roku 1964 zasedla v porotě filmového festivalu v Cannes.
V roce 1967 ztvárnila majitelku malého luxusního nevěstince madam Anaïs v surrealistickém příběhu Kráska dne, kde hlavní postavu hrála Catherine Deneuve. O rok později se obě herečky opět potkaly v historickém dramatu Arcivévodská tragédie v Mayerlingu. Roki 1970 ji Billy Wilder obsadil do záporné role mystické Gabrielly v detektivce Soukromý život Sherlocka Holmese, za níž obdržela kladné kritiky.
Poslední film natočila v roce 2003.

## Herecká filmografie
- 2003 – Rien que du bonheur
- 2000 – Mémoires en fuite (televizní film)
- 1999 – Milenci
- 1992 – Neznámý v domě
- 1990 – Les Gens ne sont pas forcément ignobles (televizní film)
- 1989 –  Les Bois noirs
- 1987 – Árie
- 1987 – Cartoline italiane
- 1987 – Toho doktora chci za ženu
- 1984 – Péchés originaux (seriál)
- 1983 – Mortelle randonnée
- 1979 – Studený bufet
- 1975 – La Chasse aux hommes (seriál)
- 1975 – Shades of Greene (seriál)
- 1972 – Décembre
- 1971 – Bröder Carl
- 1971 – La Cavale
- 1970 – Soukromý život Sherlocka Holmese
- 1969 – A Talent for Loving
- 1968 – Decline and Fall... of a Birdwatcher
- 1968 – Mayerling, alternativní název: Arcivévodská tragédie v Mayerlingu
- 1968 – A Touch of Venus (seriál)
- 1967 –  ITV Playhouse (seriál)
- 1967 – Kráska dne
- 1966 – Grand Prix
- 1966 – Korzáři (seriál)
- 1966 – Sympatický dareba
- 1965 – Le Majordome
- 1965 – Trois chambres à Manhattan
- 1964 – Youngblood Hawke
- 1963 – Ctihodný Stanislav
- 1963 – Den a hodina
- 1962 – La Nuit des rois (televizní film)
- 1961 – Cid
- 1960 – Song Without End
- 1958 – Agguato a Tangeri
- 1957 – Un Amour de poche
- 1957 – The Silken Affair
- 1956 – Cizí zásah
- 1956 – Michal Strogov
- 1955 – Cherchez la femme
- 1954 – Noches andaluzas
- 1953 – L'Étrange désir de Monsieur Bard
- 1953 – Lettre ouverte
- 1952 – Fanfán Tulipán
- 1952 – Les Plaisirs de Paris
- 1951 – Pas de pitié pour les femmes